# Castello di Roccascalegna
Il castello di Roccascalegna è una struttura difensiva situata nel comune di Roccascalegna, in provincia di Chieti. Posto sulla cima di una sporgenza rocciosa, in posizione dominante sull'abitato, ha fondazione molto antica e subì numerose aggiunte fra il XVI secolo e il XVII secolo. Dopo i restauri compiuti negli ultimi anni del XX secolo, il castello è di nuovo visitabile.

## Storia

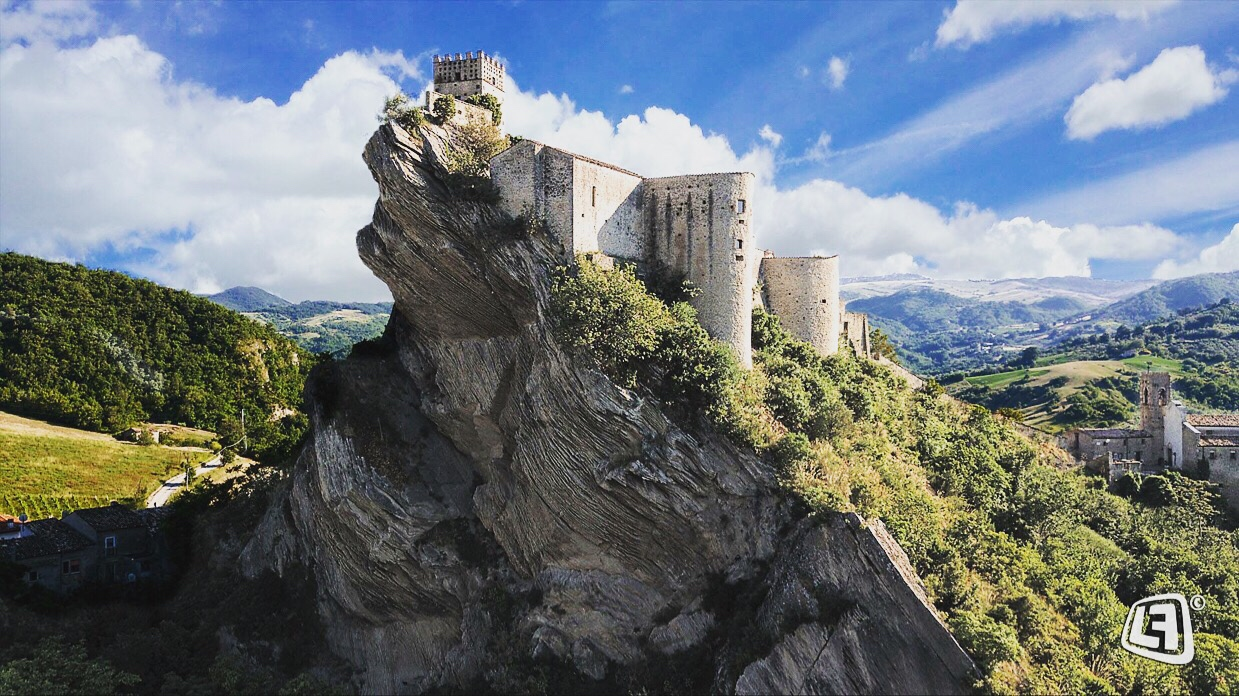
Altra vista del castello

Fu costruito verso l'XI-XII secolo quando fu ampliata una semplice torretta da guardia di origine longobarda. La prima menzione del castello risale al 1525, quando si narra di restauri del castello stesso. Nel XVI secolo le mura risultano riedificate più alte delle precedenti ma senza merlature. Durante la signoria degli Annecchino vennero rafforzate le torri esistenti e ne venne aggiunta una di forma circolare. Tuttavia gli interventi maggiori vennero realizzati durante la baronia dei Carafa, baronia che durò nel paese tra il 1531 ed il 1600: venne eretta nel 1577 la cappella del Santissimo Rosario e venne migliorato l'approvvigionamento di acqua piovana. Durante la signoria successiva dei Corvi, che durò tra il 1600 ed il 1717, si videro altri interventi, in particolare dopo il 1705, quando si distrusse il ponte levatoio e vennero edificati la garitta dell'ingresso ed il muro di protezione della rampa d'accesso, ristrutturazione annotata in un documento notarile. Negli anni successivi il castello, dopo anni di abbandono, subì vari crolli tra cui nel 1940 quello della "torre del cuore" (così chiamata per lo stemma sulla porta principale). Nel 1985 gli ultimi proprietari, i Croce Nanni, donarono il castello al comune che ne decise il restauro. partito negli anni novanta del XX secolo e terminato nel 1996.

### Leggende sul castello

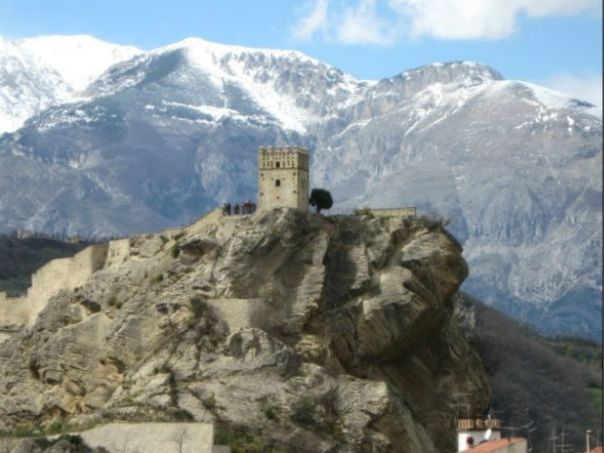
La torre medievale superiore, ricostruita nei restauri

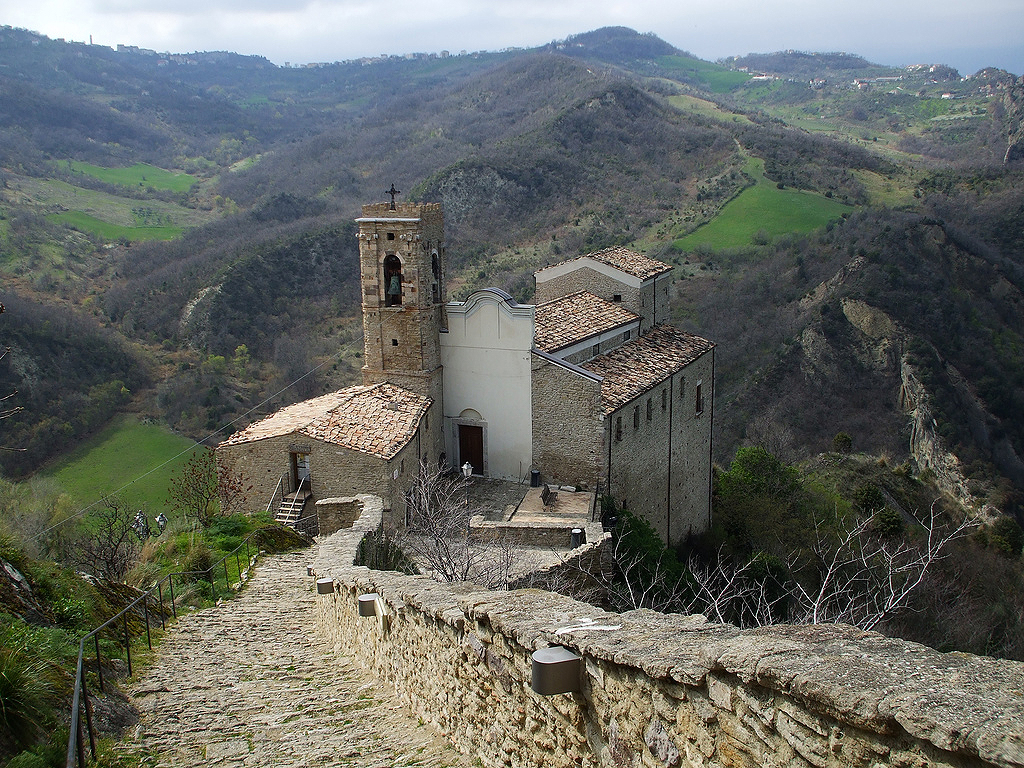
Chiesa di San Pietro

Una leggenda del castello riguarda l'applicazione della norma del cosiddetto Ius primæ noctis: secondo questa leggenda, il barone del castello, Corvo de' Corvis, nel 1646 pretese di far valere questa norma, che obbligava tutte le donne del paese a passare la prima notte di nozze con lui anziché con il consorte appena sposato. Si narra che l'ultima sposa novella, o il marito legittimo travestito con le sue vesti, salito alla rocca per la consumazione prevista, abbia invece accoltellato il barone; sembra inoltre che quest'ultimo, mentre moriva, abbia anche lasciato su una roccia l'impronta indelebile della sua mano insanguinata.
Infatti secondo la tradizione popolare, questa impronta (che risultò ben visibile dopo i crolli del 1940), ricomparirebbe di continuo, nonostante sia stata lavata via numerose volte.

## Descrizione

### Struttura
Attraverso un'erta gradinata che si diparte dal piano di San Pietro e ricavata mediante terrazzamenti inclinati sulla roccia, si giunge all'ingresso, dove rimangono i resti del ponte levatoio. Alla sua destra vi è una torre detta "torre di sentinella". Il cortile porta ad altre torri: la torre del carcere e la torre angioina nonché alla cappella con una grondaia per la raccolta di acqua piovana che confluisce in una cisterna realizzata con materiali di risulta. Un'ulteriore rampa porta alla torre di guardia costruita con muratura in pietra sbozzata e mattoni con aperture ai quattro lati. Le mura del castello cingono lo sperone roccioso a strapiombo. Le mura sono alte come le torri e sono realizzate in pietra leggermente sbozzata, ciottoli e frammenti di laterizi. La cappella era ad aula unica e priva di ogni ornamento.

### Chiesa di San Pietro
Presso il castello è situata la medievale chiesa di San Pietro. Completata nel 1568 circa, come riportano i primi documenti, si ipotizza che risalga al XIII secolo o prima, dato che è la prima chiesa di Roccascalegna, e cappella del barone. Il portale di accesso mostra la data del 1461, gli altari laterali dedicati a sant'Antonio e san Luigi sono della metà del XVIII secolo; internamente ha tre navate barocche, l'abside semicircolare è leggermente ruotata rispetto all'asse. Il campanile a torre è datato 1805, ipotesi di un restauro della torre medioevale, che mostra alcune merlature sulla sommità. La facciata barocca molto semplice è decorata solamente dal portale romanico ad arco a tutto sesto, con affresco barocco sulla lunetta.